# Sacra Spina

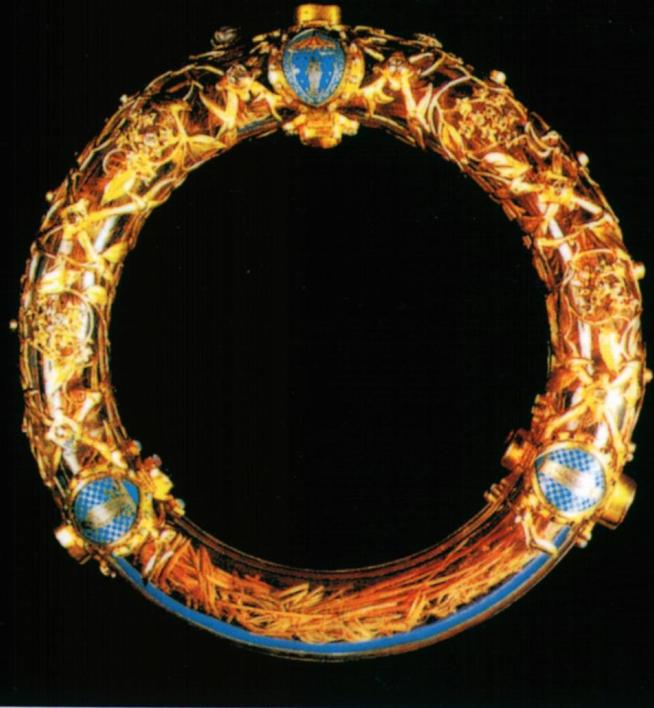
La corona di spine conservata nella chiesa di Notre Dame a Parigi dal 1806

Con il termine Sacra Spina si intende ogni frammento ligneo venerato come reliquia perché ritenuto parte della cosiddetta corona di spine che secondo la tradizione evangelica è stata portata da Gesù.

## Storia
La storia delle Sacre Spine (come quella di molte altre reliquie) si basa per lo più su tradizioni medievali non verificabili. Le prime notizie certe risalgono al XIII secolo, ma anche in seguito a queste reliquie sono collegate vicende leggendarie.
Nella Legenda aurea di Jacopo da Varagine si narra che la croce sulla quale morì Gesù Cristo, come pure la corona di spine e altri strumenti della Passione, furono raccolti e nascosti da alcuni discepoli. Intorno al 320 la madre dell'imperatore Costantino, Elena, fece sgomberare, a Gerusalemme, le macerie che si erano accumulate intorno al Golgota, la collina della Crocifissione. In quell'occasione sarebbero tornate alla luce le reliquie della Passione.
Sempre secondo tale libro, Elena avrebbe portato a Roma una parte della croce, un chiodo, una spina della corona e un frammento dell'iscrizione che Pilato aveva fatto affiggere alla croce. A Gerusalemme restarono altre reliquie, tra le quali l'intera corona di spine.
Verso il 1063 la corona fu portata a Costantinopoli e là rimase certamente fino al 1237, quando l'imperatore latino Baldovino II la consegnò ad alcuni mercanti veneziani, ottenendo un considerevole prestito (una fonte parla di 13.134 monete d'oro). Alla scadenza del prestito, il re Luigi IX di Francia, sollecitato da Baldovino II, acquistò la Corona e la portò a Parigi, ospitandola nel proprio palazzo finché non fu terminata la Sainte-Chapelle, inaugurata solennemente nel 1248. Il tesoro della Sainte Chapelle fu in gran parte distrutto durante la Rivoluzione francese, cosicché oggi la Corona è priva di quasi tutte le spine.
Tuttavia, durante il viaggio verso Parigi, erano state tolte numerose spine per essere donate a chiese e santuari per ragioni meritorie particolari; altre spine furono donate dai successivi sovrani francesi a principi ed ecclesiastici come segno d'amicizia. Per tali motivi, numerosissime località francesi, ma soprattutto italiane, oggi si vantano di possedere una o più Sacre Spine della corona di Cristo.

## Diffusione delle reliquie e culto
In Italia le reliquie della corona di Spine si trovano nelle seguenti località: Roma (chiesa di Santa Croce in Gerusalemme), Pisa (Santa Maria della Spina), Palermo (chiesa del Carmine Maggiore), Ariano Irpino (due spine donate da re Carlo I d'Angiò e custodite nel museo degli argenti), Avellino (nella cattedrale una spina donata da Carlo I d'Angiò), Cremona (cattedrale - donate dal papa Gregorio XIV, già vescovo della città per trent'anni), Pizzighettone (una spina donata da Francesco I), Soncino (una spina  donata da fra Ambrosino de' Tormoli e custodita nella cripta di Santa Corona in San Giacomo presso la Pieve di Santa Maria Assunta) , Padova (tre spine custodite presso la basilica di sant'Antonio), Vicenza (chiesa di Santa Corona), nel duomo di Belluno, Cagliari (una spina donata alla cattedrale di Santa Maria da papa Clemente VII), a Ravenna (nel museo arcivescovile, dove due spine della corona sono custodite all'interno di una croce, al secondo piano dell'edificio), presso la chiesa parrocchiale di Costa di Rovigo, a Voghera (duomo), a Pavia (duomo -  tre spine donate dall'imperatore d'Oriente Manuele II Paleologo a Gian Galeazzo Visconti nel 1400 e poi pervenute in duomo nel 1499). 
Sacre spine si trovano anche nella cattedrale di Sezze, la chiesa di San Giorgio a Montechiaro d'Acqui, la chiesa dei Lumi di Sant'Elpidio a Mare, la chiesa di Sant'Agostino a Fermo, la chiesa di Santa Maria Maggiore di Vasto, la chiesa di San Barnaba di Milano (tre spine donate da Carlo Borromeo), la chiesa di Santa Maria Assunta a Sabbioneta, il convento della Sacra Spina di Petilia Policastro, la chiesa di Santa Maria Assunta a Colle di Quarrata, la basilica di San Nicola di Bari, la chiesa di San Gaetano a Barletta, la cattedrale di Andria, la parrocchia di Santa Maria del Cerro a Cassano Magnago, a San Giovanni Bianco, nella parrocchia di Santa Maria in campagna a Torre Pallavicina, a Meleti (dal 1682, prima nella chiesa di San Barnaba di Milano), a Montefusco, a Cusano Mutri, l'abbazia di Chiaravalle della Colomba, nel santuario di Petilia Policastro, a Giffoni Valle Piana, a Santa Caterina (un paesino di montagna in provincia di Vicenza), a Vanzone con San Carlo, nel santuario della Beata Vergine del Rosario di Pompei, nella chiesa di San Pietro Martire ad Ascoli Piceno, nel Santuario Arcivescovile della Beata Vergine dei Miracoli di Corbetta, nonché a Noto, in Sicilia, dove si porta in processione ogni venerdì Santo sin dal 1295. Si trovano anche alla chiesa di San Giovanni Battista a Morbegno (Lombardia), a Rende nella chiesetta di San Francesco da Paola. A Monreale nel duomo si conserva una spina della corona donata da Filippo III di Francia ove riposa parte dei resti del padre Luigi IX di Francia; a Cefalù nel duomo alcune spine della corona donate da Ruggero II di Sicilia e successivamente alcune trafugate e portate a Gratteri; a Sciacca nella chiesa di San Michele si conservano due sacre spine donate da Eleonora d'Aragona figlia di Giovanni di Sicilia e dal marito Guglielmo Peralta.

## Leggende e cronache

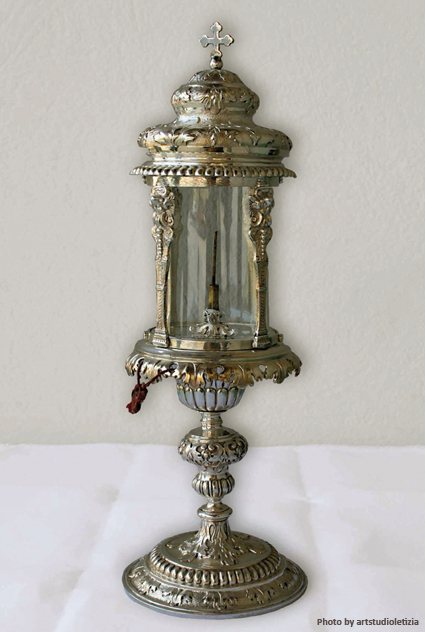
Reliquiario settecentesco contenente la Sacra Spina della corona di Cristo conservata nella chiesa parrocchiale di Cortemilia

Secondo una tradizione non verificata, le Sacre Spine di Montechiaro d'Acqui sarebbero state portate dalla Terra santa da un leggendario cavaliere di Cortemilia che avrebbe partecipato alla Prima Crociata del 1099. Da Montechiaro, una delle spine fu poi donata alla vicina Cortemilia nel 1542, e qui è conservata e venerata ancor oggi. Le Sacre Spine di Montechiaro sono tuttora venerate e portate in solenne processione ogni prima domenica di maggio. Alla Sacra Spina di Cortemilia è stato dedicato, nel luglio 2012, un percorso storico permanente "a cielo aperto" ideato da Giordano Berti e Letizia Rivetti, consistente in una serie di otto illustrazioni realizzate da Severino Baraldi e stampate su pietra.
La chiesa di San Giovanni Battista di Cusano Mutri possiede una spina da sempre ritenuta provenire dalla corona di Cristo. Si tratta di una raminacea lunga circa due centimetri e mezzo di cui uno infisso in un cannello per ancorarla. È tradizione che questo aculeo ligneo, insieme ad altri due, sia stato portato da un crociato, tal Barbato Castello, di ritorno dalla Terra santa. Questi, giunto nel territorio cusanese, andò incontro ad alcuni fenomeni. In seguito saltò nella forra di Caccaviola, da una altezza paurosa, dalla quale uscì senza un graffio. Ancora oggi il posto è detto “Zumpe o Barbate” (Salto di Barbato).

È scritto che la popolazione faceva ricorso alla Spina Santa, tenuta in somma venerazione, ed esposta nei tempi di calamità ed altri bisogni (terremoti, piogge o siccità) venendone esaudita. Nel 1693 la Spina diventò due volte di colore rosso vivo come una candela accesa. Ciò accadde ugualmente per due volte il 3 febbraio 1710 durante la processione di Sant'Onofrio. Un altro evento apparentemente miracoloso lo troviamo descritto in modo dettagliato nell'atto notarile del 3 agosto 1805. In quel giorno, poiché era ancora in atto il terremoto cominciato il 26 luglio, si fece una processione di penitenza, trasportando la “Spina Santa”, un altro ostensorio con la reliquia del Legno della Santa Croce e la statua della Vergine Addolorata, al “Monte Calvario”. Lì giunti, mentre si impartiva la benedizione con detta reliquia, la punta di questa divenne bianca, come se stesse per fiorire. La processione penitenziale molto commovente, viene perpetuata la mattina presto (dalle ore 6) del 3 agosto di ciascun anno con la partecipazione di una moltitudine di popolo.
Anche la piccola chiesa di Santa Caterina, sull'Altopiano dei sette comuni conserva una Sacra Spina: al suo interno è custodita la reliquia di una Spina della Corona di Cristo, oggetto sacro di grande venerazione per gli abitanti del posto. La leggenda vuole che, per provarne l'autenticità, nel 1533 fu bruciata insieme ad altre spine selvatiche raccolte da vari cespugli di rovi: le fiamme bruciarono tutto tranne la Spina che sarebbe stata ritrovata incombusta fra la cenere. La festa della Sacra Spina si tiene ogni anno il 14 settembre nella frazione di Santa Caterina. Della storia di questa Sacra Spina e della chiesa che la custodisce nel 1999 è stato scritto un libro edito da un periodico locale.
Nel comune di Quarrata, in provincia di Pistoia, la piccola chiesa di Santa Maria Assunta a Colle, restaurata ed ingrandita nel ventesimo secolo dall'architetto Giovanni Michelucci, conserva una sacra spina, regalata dal re di Francia a Beatrice dei Borboni, sposa di Roberto, sesto figlio del re Carlo I di Napoli. Attraverso varie vicissitudini ereditarie essa finì, quasi dimenticata, nella cappella della villa di Capezzana, al confine con Colle di Quarrata. Negli anni '20 del '900 il parroco di Colle chiese ed ottenne che la reliquia venisse conservata nella propria chiesa, dove si trova ancora oggi, così da poterla esporre alla venerazione dei fedeli.
Nella chiesa del Carmine Maggiore di Palermo, fra le numerosi ed insigni reliquie è alla venerazione dei fedeli, così come è registrato all'Archivio Generale dell'Ordine Carmelitano: ... in qua (ecclesia) lignum Crucis et Spina Sanctissimi capitis Domini Nostri Jesu Cristi a nostro divo Angelo martire hoc conventu derelicta conservantur... (Arch. Gen., Codex I S. Angeli f. 249). La reliquia sarebbe giunta a Palermo grazie ad un carmelitano, sant'Angelo, nel 1220, com'è riportato negli antichi inventari del convento. Grandi le celebrazioni in suo onore, tanto da far sorgere una Confraternita (oggi soppressa). Oggi il culto alla Sacra Spina è ricordato nei venerdì di quaresima e la prima domenica di maggio.
Stando alla tradizione, la Sacra Spina di Cassano Magnago fu ritrovata da San Carlo Borromeo nel Castello Visconteo in occasione della visita pastorale del 1570.
La città di Sciacca ha in dote due sacre spine che si trovano presso la chiesa di San Michele arcangelo.
Queste spine furono donate da Eleonora d'Aragona figlia di Giovanni di Sicilia e dal marito Guglielmo Peralta; esse sono state ritenute autentiche dall'allora vescovo di Agrigento Matteo Fugardo quando il 31 maggio 1386 emanò una bolla vescovile in occasione dell'inaugurazione della chiesa e parte del Monastero di Maria Santissima dell'Itria conosciuta come la Badia grande.
Queste sacre spine erano appartenute alla famiglia reale siciliana, a cui erano arrivate tramite i D'Angiò.
La Sacra Spina di Cremona fu donata nel 1591 da papa Gregorio XIV al capitolo del duomo della città lombarda nel corso di una visita a Roma.
Quella di Giffoni fu donata dal cardinale Leonardo de Rossi da Giffoni alla fine del XIV secolo, donatagli dal re di Francia Carlo IV. Quest'ultima reliquia avrebbe presentato un presunto fenomeno di arrossamento delle tracce ematiche: la mattina di venerdì 25 marzo sulla Spina conservata in una teca di cristallo le tracce ematiche avrebbero acquistato un colore rosso vivo come se quel sangue fosse stato versato da pochi istanti. L'ex prefetto del Duomo, Franco Tartandini, ha ricordato che «altre Sacre Spine conservate in Italia dimostrano fenomeni ancora più inspiegabili ed evidenti, perché si notano anche piccole fioriture proprio quando il Venerdì Santo coincide con il 25 marzo: l'ultima volta fu nel 2005 ad Andria. Venerdì 25 Marzo 2016 c'è stata la coincidenza del Venerdi Santo con l'Annunciazione del Signore e la diocesi di Andria ha accolto un'ulteriore "segno" di benevolenza del Signore ad undici anni di distanza dall'ultimo.
Alle 16.50 circa, prima dell'inizio della celebrazione della Passione di Nostro Signore Gesù Cristo, la spina ha modificato il suo aspetto ed ha presentato dei mutamenti manifestatisi con dei piccoli rigonfiamenti biancastri tipo gemme.

## Galleria d'immagini

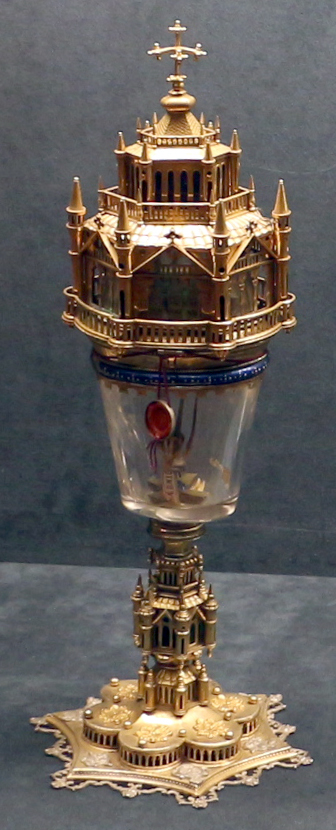
La Sacra Spina del tesoro del duomo di Trento, conservata nel museo diocesano tridentino
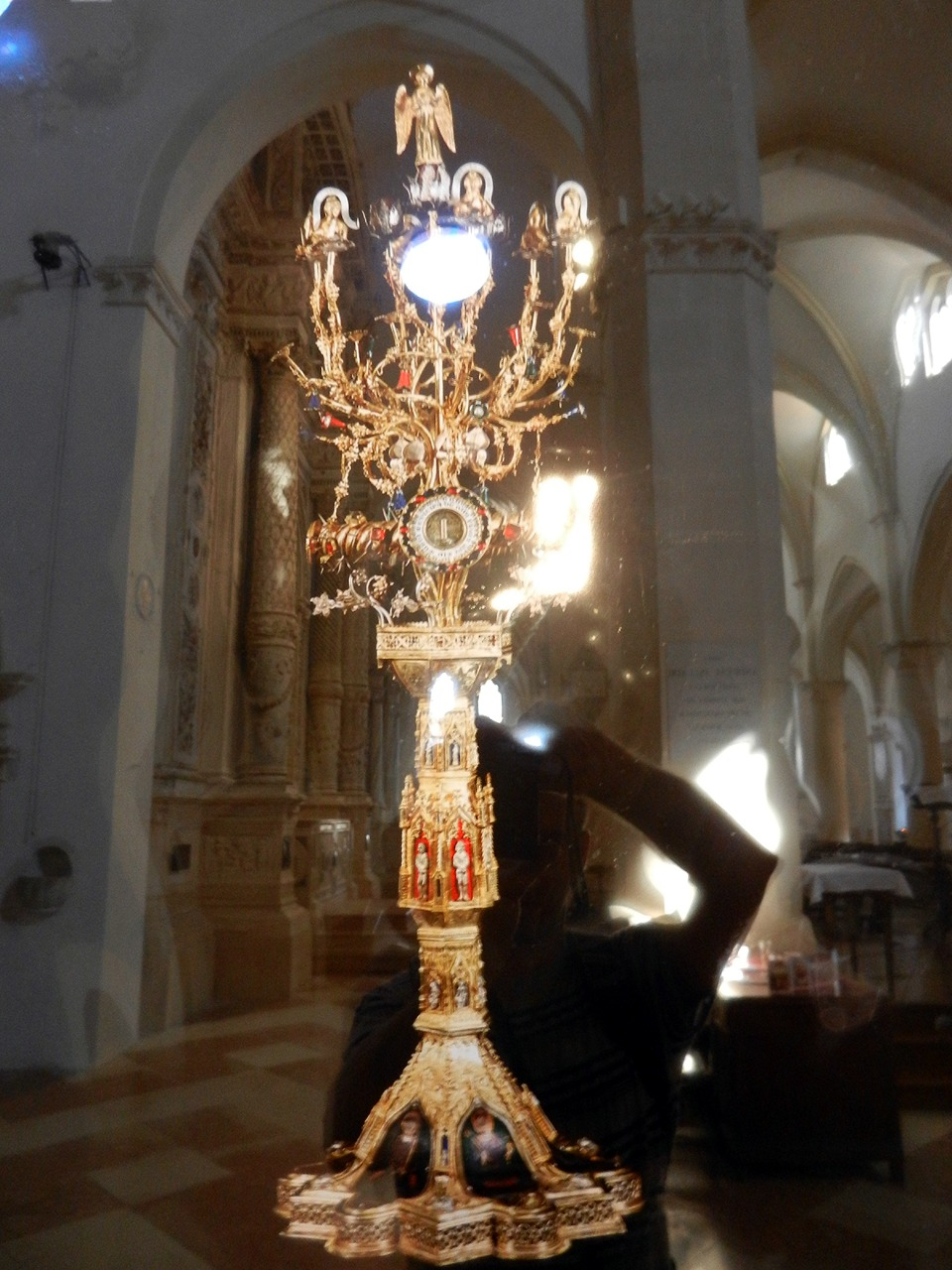
La Sacra Spina conservata nella chiesa di Santa Corona a Vicenza
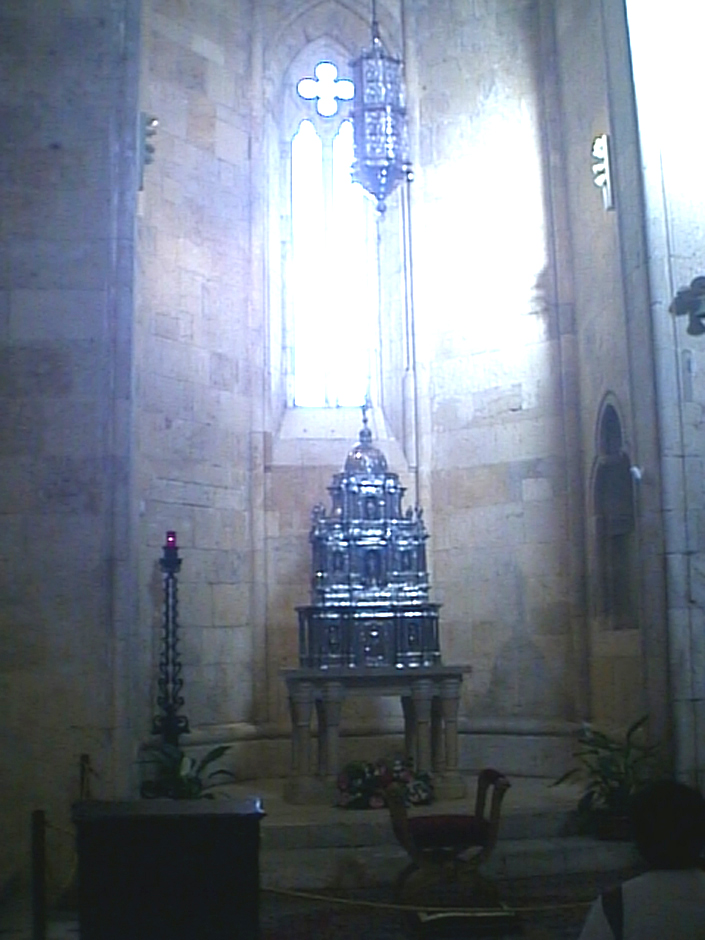
Cappella della Sacra Spina nel duomo di Cagliari